# Yves de Bujadoux
 (novembre 2024).
Il peut être nécessaire de l'améliorer pour respecter le principe de neutralité de point de vue. Veuillez consulter la page de discussion pour plus de détails.

Yves de Bujadoux  est un compositeur français, notamment connu pour ses musiques de film, de publicité, de spectacles événementiels, de fresques historiques, de théâtre, et des compositions personnelles, symphoniques et autres.
Yves de Bujadoux commence l’étude du piano à 8 ans. Plus tard, il étudie le saxophone alto avec Marcel Josse à l’École normale de musique de Paris. 
Ensuite, la flûte traversière au Conservatoire du 14e avec René  Leroy, ancien soliste de l’Orchestre philharmonique de Boston (États-Unis).
À l’École normale de musique de Paris, durant 7 ans, avec Francine Aubin, il suit les différentes classes d’analyse harmonique, harmonie, composition, contrepoint, et direction d’orchestre avec Dominique Rouits, ainsi que pendant 2 ans la classe de composition de musique de film de Laurent Petitgirard.
Il assiste pendant un an aux cours de Pierre Boulez au Collège de France.
Assistant et orchestrateur de Michel Magne durant 5 ans, il collabore avec lui à différentes musiques de films, dont Les Misérables, de Robert Hossein, où la partition pour chœur et orchestre représente un travail important.
Ensuite il travaille seul, sur des courts-métrages et différentes autres compositions. Il rencontre au Théâtre du Splendid l’acteur-réalisateur Gérard Jugnot, avec qui il travaille pendant de nombreuses années. Entre autres, il signe la musique de ses films : Casque bleu et Sans peur et sans reproche, ainsi que de nombreux films publicitaires, etc.
Il écrit la musique de 7 films réalisés par Denis Amar, travaille aussi avec d’autres réalisateurs comme Peter Kassovitz, Éric Cyvanian, ou Pierre Lary. 
Principalement compositeur pour l’image, outre le cinéma et la télévision, il travaille pour le théâtre, dont la musique de Popkin’s une pièce de Murray Schisgall, auteur du film Tootsie, et aussi plusieurs pièces et spectacles mis en scène par Ivan Morane.

## Filmographie
- 1982 : Les Misérables
- 1983 : L'indic
- 1983 : Ultime refuge
- 1983 : Marie, mathieu, mercredi
- 1984 : Juste au-delà des ondes
- 1984 : Dernier amour
- 1985 : Cave Canem
- 1988 : Sans peur et sans reproche
- 1989 : Citoyens Francilliens. Spectacle officiel du bi-centenaire 1789. Région Ile de France
- 1991 : Le Concours
- 1994 : Casque bleu
- 1994 : Le Charles de Gaulle
- 1995 : Orson et Olivia (Canal plus, RAI uno) 26 episodes
- 1995 : Les Bœuf-carottes
- 1995 : Les enfants d'abord
- 1996 : Sonia
- 1996 : La manière forte
- 1996 : Emotions fortes
- 1997 : Commissaire Moulin (épisode Lady in blue)
- 1997 : Commissaire Moulin (épisode Présomption d'innocence)
- 1998 : Commissaire Moulin (épisode Le bleu)
- 1998 : Commissaire Moulin (épisode 36 Quai des ombres)
- 1999 : Symphonie Marchoise (Fresque historique)
- 2002 : Sauveur Giordano
- 2004 : Droit au cœur
- 2004 : La Clairiere
- 2004 :  Bien dégagé derrière les oreilles
- 2006 : Boomerang
- 2008 : Paris Nord Sud
- 2015 : Ragondin
- 2016 : Off Track (Chili)
- 2017 : 10 minutes pas plus
- 2018 : Burqua City